# Sylvestre II
Pour les articles homonymes, voir Sylvestre et Aurillac (homonymie).
Sylvestre II, né Gerbert d'Aurillac entre 945 et 950 en Aquitaine, et mort le 12 mai 1003 à Rome, dit le « savant Gerbert », est le 139e pape de l'Église catholique du 2 avril 999 à sa mort. Il est le premier pape d'origine française, et le pape de l'an mille.
Sylvestre II est également un philosophe, un mathématicien et un mécanicien. Il contribue à l'introduction et à l'essor en Occident de l'abaque et des tables d'opérations. Dans le cadre de son abaque, il est peut-être déjà le premier en Occident à utiliser les chiffres arabes, avec une forme de notation positionnelle. Cependant, sa version de l'abaque n'eut pas beaucoup de succès.
Il œuvre à la restauration d'un empire universel sur les bases de l'Empire carolingien. Dans ce dessein, Otton III — dont il fut le précepteur — favorise son élection au Saint-Siège. Il est un acteur scientifique et politique majeur du renouveau de l'Occident médiéval de l'an mille.

## Biographie

### Enfance
On sait peu de choses sur le début de la vie de Gerbert jusqu'à son entrée possible comme oblat, à l'abbaye Saint-Géraud d'Aurillac. Gerbert d'Aurillac serait né entre 945 et 950, peut-être à Belliac, un hameau situé aujourd'hui dans la commune de Saint-Simon dans le Cantal, dans le sud de l'Auvergne. Cette localisation appartient à une tradition locale. Cela n'a cependant pas été confirmé par les travaux de Pierre Riché sur la biographie de Gerbert d'Aurillac (il se limite à confirmer que Gerbert est aquitain). L'affirmation selon laquelle des moines de l'abbaye Saint-Géraud d'Aurillac auraient remarqué ce jeune pâtre qui observait le ciel à l'aide d'une branche de sureau évidée appartient à la légende, mais elle tend à indiquer qu'il était originaire d'une paroisse proche et dépendante de l'abbaye où il a fait ses études. En tout cas, il dit lui-même qu'il n'est pas d'origine noble ou riche, et d'ailleurs aucune famille n'a revendiqué de lien de parenté avec lui.

### Le moine

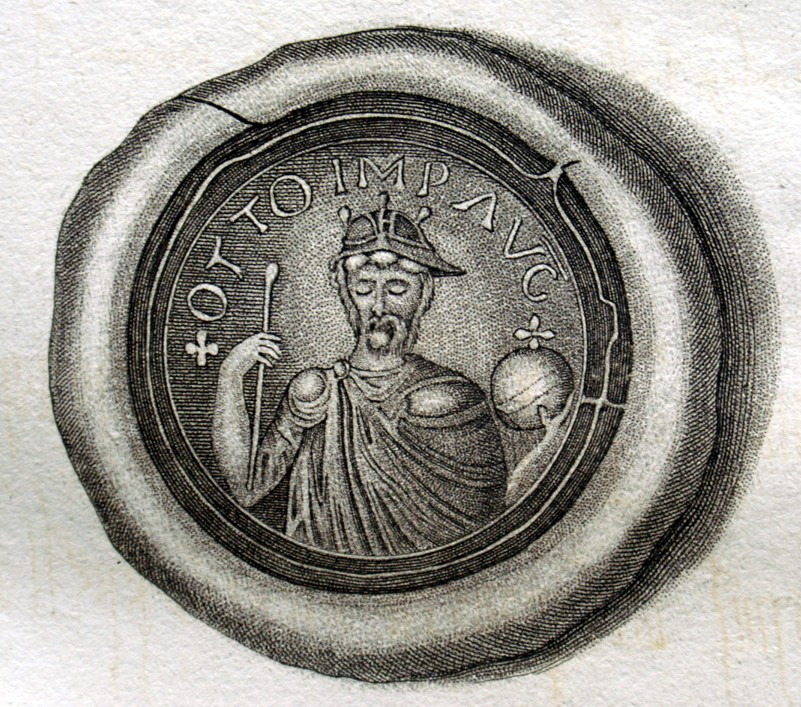
Sceaux de l'empereur du Saint-Empire d'Otton Ier.

Gerbert est admis vers l'âge de douze ans à l'abbaye d'Aurillac — monastère bénédictin fondé par saint Géraud à Aurillac — et y étudie les arts libéraux qui comprennent le trivium et le quadrivium sous l'enseignement de l'écolâtre Raymond de Lavaur. L'abbaye se développe parallèlement à celle de Cluny depuis l'abbatiat d'Odon de Cluny. Depuis que Garin, abbé de Saint-Pierre-de-Lézat, (monastère rattaché à Cluny en 940) est devenu abbé de l'abbaye Saint-Michel de Cuxa, beaucoup d'abbayes bénédictines d'Aquitaine et de Catalogne se regroupent dans la sphère clunisienne. Cependant, Aurillac restera une abbaye chef d'ordre avec une multitude de filiales dans toute l'Aquitaine.
En 963, le comte de Barcelone Borrell II se rend à Rodez pour épouser Ermengarde de Barcelone, fille du comte de Rouergue, Raymond II de Rouergue, (qui est aussi marquis de Gothie). Il fait étape à l'abbaye d'Aurillac pour vénérer les reliques de saint Géraud. L'abbé Adralde l'interroge sur le savoir des abbayes catalanes. Borrell lui confirme l'excellence de ces monastères et l'abbé convainc le comte d'emmener Gerbert, qui est particulièrement brillant, y poursuivre sa formation.

### Le scientifique
Le comté de Barcelone correspond à la région de Catalogne que Charlemagne a érigée, au début du IXe siècle, en marche d'Espagne défendant son empire contre les menées éventuelles des Sarrasins. À l'époque de Gerbert, le califat de Cordoue est à son apogée et la cour de Cordoue est le plus grand centre intellectuel d'Europe : la bibliothèque du calife Al-Hakam II contient des milliers de volumes. La réputation des savants de Cordoue a gagné la Catalogne et beaucoup de leurs œuvres sont connues et traduites de l'arabe au latin. Au monastère de Ripoll, dirigé par Arnulf entre 948 et 970, les moines recopient des traductions d'ouvrages d'astronomie, d'arithmétique ou de géométrie.
En 967, introduit par Borrell II, Gerbert est pris en charge par Aton de Vic, le très érudit évêque de Vic, particulièrement féru de mathématiques. Gerbert poursuit son instruction dans les abbayes catalanes de Vic et de Ripoll où il peut approfondir son savoir en sciences (quadrivium).
Bien qu'ignorant la langue grecque comme presque tous les lettrés occidentaux de son époque, Gerbert fait preuve d'un exceptionnel appétit de savoir. Il s'initie aux sciences mathématiques du quadrivium par des ouvrages antiques, notamment de Boèce et de Martianus Capella. Ce procédé est habituel pour l'époque.
Il remarque probablement aussi la numération décimale (sans le zéro), notée en chiffres chiffres arabes,. Ces chiffres sont utilisés par les nombreux marchands arabes à Barcelone. Libéré de la lourdeur des chiffres romains, il peut ainsi aborder les calculs pratiques et imaginer une table à compter — l'abaque de Gerbert — qui systématise le principe de la numération de position et le procédé de calcul matriciel de nos quatre opérations et de nos tableurs.
Il rapporte l'horloge à poids qui supplante celle à eau, la clepsydre. 
Le monastère de Ripoll abrite aussi une école musicale (la musique fait partie du quadrivium) et ses moines recopient des hymnaires et des antiphonaires en utilisant la notation neumatique.
Après trois ans d'étude, en 970, Gerbert accompagne à Rome Aton de Vic et Borrell II, qui cherchent à émanciper l'Église catalane de la tutelle de l'archevêque de Narbonne. Aton et Borrell obtiennent du pape Jean XIII que Vic soit élevée au rang de métropole, ce qui autonomise les évêchés catalans et les soustrait à la tutelle de l'archevêché de Narbonne. C'est à cette occasion que Gerbert est présenté au pape, lequel, voyant qu'il maîtrise parfaitement la musique et l'astronomie mal connues en Italie, envoie un légat pour en informer l'Empereur du Saint-Empire Otton Ier. Ce dernier, recherchant des maîtres capables d'encourager un renouveau culturel, apprend ainsi qu'il y a « un jeune homme versé dans les mathématiques et capable de les enseigner avec zèle ». Ayant déjà fait venir Étienne de Novare à Wurzbourg et Gunzo à Saint-Gall puis à Reichenau, l'empereur demande à voir Gerbert.
Une fois qu'il a rencontré Gerbert, Otton Ier veut absolument le conserver dans son entourage. Il demande donc à Jean XIII de trouver un moyen de le retenir à Rome. Aton de Vic est assassiné à Rome le 22 août 971 : Gerbert, ayant perdu son maître, n'a dès lors plus d'intérêt à retourner en Catalogne. Il reste au service de l'empereur et devient le précepteur de son fils Otton II. Pendant cette période Gerbert se lie d'amitié avec le jeune Otton et sa mère l'impératrice Adélaïde de Bourgogne, ainsi qu'avec de nombreux membres de la cour.
Le 14 avril 972, Otton II épouse Théophano Skleraina, à Saint-Pierre de Rome. Lors de ces festivités, Gerbert rencontre Garamnus, archidiacre de Reims et dialecticien de renom, venu probablement représenter Adalbéron de Reims et le roi des Francs Lothaire à ces noces. Garamnus est fort savant en dialectique, discipline que Gerbert veut travailler, et s'intéresse à l'enseignement du quadrivium, que l'aurillacois maîtrise parfaitement. L'empereur, sur le point de regagner la Germanie, laisse Gerbert partir pour Reims avec son nouvel ami.

### L'écolâtre
Adalbéron de Reims, archevêque de Reims, le fait venir dans son collège épiscopal et lui confie en 972 la direction de l'école cathédrale de Reims, considérée comme l'une des écoles les plus réputées de l'Occident chrétien. Là, l'écolâtre enseigne et fait enseigner de nombreuses matières tant profanes que religieuses.
Adalbéron fait partie de la puissante famille des Wigéricides, qui est fortement implantée dans les Ardennes et en Lorraine. Son oncle, Adalbéron Ier de Metz, fut évêque de Metz et abbé de Gorze ; son autre oncle, Frédéric Ier de Lorraine, comte de Bar, est le beau-frère de Hugues Capet ; quant à son frère, Godefroid Ier de Verdun, il est comte de Verdun.
Reims est le plus puissant archevêché de Francie. Il a sous sa dépendance dix évêchés : Senlis, Soissons, Beauvais, Amiens, Thérouanne, Tournai, Noyon, Laon, Châlons-en-Champagne et Cambrai (qui est ville d'Empire). Adalbéron, formé à Gorze, est un réformateur comme tous les évêques lorrains de l'époque.
Gerbert se distingue par son érudition, notamment dans le domaine scientifique. Il excelle en particulier dans le quadrivium, qui avait été oublié après la période des invasions vikings, hongroises et sarrasines. C'est ainsi qu'il imagina et construisit toutes sortes d'objets à vocation culturelle comme des abaques, un globe terrestre, un orgue et des horloges, ce qui lui valut une réputation quelque peu sulfureuse.
Il réintroduisit également la dialectique, l'une des trois sciences du trivium.
Parmi ses élèves prestigieux figurent : Robert II le Pieux, fils du futur roi Hugues Capet (939–996), Richer de Reims (941–998), l'historien Bernelin de Paris, mathématicien auteur d'un traité sur l'abaque (Liber abaci), Guido d'Arezzo[Information douteuse] (vers 992–1050), moine bénédictin de l'abbaye de Pomposa (près de Ferrare), grand théoricien de la musique connu pour son Micrologus de musica, qui est à la base de la notation de la musique occidentale avec l'invention de la portée étendue à cinq lignes et le nom de notes. D'autres sont souvent nommés, mais des historiens doutent qu'ils aient vraiment été élèves de Gerbert : notamment Fulbert de Chartres (960–1028), mais aussi Dudon de Saint-Quentin (960–1026), grammairien, poète et, comme Adalbéron, rhéteur et dialecticien.

### Quatre ans en Italie
Otton II est confronté aux affaires de Francie et de Lotharingie, ce qui lui permet de revoir Gerbert. En effet, la tutelle qui avait pu être imposée par Otton Ier, profitant de la jeunesse de Lothaire de France et de Hugues Capet, tous deux ses neveux, prend fin dans la violence. Lothaire, bien décidé à reprendre aux Ottoniens la Lotharingie, berceau des Carolingiens, attaque Aix-la-Chapelle en 978, manquant de peu de se saisir d'Otton Ier. La réponse est foudroyante : les troupes impériales s'enfoncent en Francie et ne sont arrêtées qu'à Paris par les troupes de Hugues Capet et le manque de ravitaillement. Mais Lothaire et Otton II se réconcilient en juillet 980 à Margut sur Chiers, ce qui contrarie les projets d'un Hugues Capet qui mise sur le soutien des Ottoniens contre les Carolingiens.
De longues manœuvres diplomatiques s'ensuivirent. À la fin 980, Hugues Capet se rend à Rome car Otton II doit aller en Italie pour soutenir l'établissement du nouveau pape Benoît VII, rejeté par les manœuvres d'une partie de la noblesse romaine. Adalbéron, dont les intérêts en Lorraine et en Ardennes sont directement liés aux tractations entre l'empereur, Lothaire et Hugues Capet, descend donc en Italie accompagné par Gerbert, lequel connaît personnellement l'empereur.

L'Empire en l'an mil.
Royaume de Germanie
Royaume d'Italie
États pontificaux
Royaume de Bourgogne (indépendant)
Les marches sont figurées en hachuré.

- Royaume de Germanie
- Royaume d'Italie
- États pontificaux
- Royaume de Bourgogne (indépendant)

#### La dispute de Ravenne
À Ravenne, Gerbert retrouve la cour impériale mais se voit entraîné, en 981, dans une controverse philosophique par Otric, ancien écolâtre de Magdebourg, qui envie le savant d'Aurillac. La « dispute de Ravenne », qui porte sur la classification des connaissances, tourne clairement à l'avantage de Gerbert.
Otric de Saxonie (Otrik ou Octricus de Magdebourg), savant saxon attaché alors à la cour d'Otton II, aurait introduit dans la classe de Gerbert un élève chargé de calomnier sa méthode qui consistait à subordonner (illogiquement selon lui) la physique aux mathématiques, comme l'espèce au genre. À Pavie, Otton II réunit Adalbéron et Gerbert, qui n'était au courant de rien. Emmené à Ravenne, Gerbert est mis en face de son détracteur, en présence d'une brochette de savants italiens et allemands, venus pratiquer la disputatio, l'art de la controverse. Gerbert en sortit vainqueur. Il théorisera plus tard cette joute intellectuelle dans son Libellus de rationali et ratione uti.

#### Abbé de Bobbio
Pour libérer des monastères italiens de la mainmise de l'aristocratie, l'empereur fait nommer des proches à leur tête. Ainsi Jean Philàgathos (Jean XVI), un proche de l'impératrice Théophano Skleraina, est nommé abbé de Saint-Sylvestre de Nonantola en 982. De la même manière, environ un an plus tard, avant l'été 982, Gerbert d'Aurillac est placé par l'empereur Otton II à la tête de l'abbaye de Bobbio, située dans l'Apennin ligure, au nord-est de Gênes et au sud-ouest de Plaisance (Piacenza). La réputation de Gerbert, l'amitié que lui porte Otton II et la récompense pour sa belle prestation face à Otric doublent une nécessité politique : l'abbaye compte alors parmi les plus grands et prestigieux monastères d'Occident et l'empereur entend la soustraire à l'influence des grandes familles locales. L'attribution est d'importance, car l'abbé est aussi comte, jure fidélité à l'empereur et lui doit des troupes en cas de conflit. Il dirige alors la plus riche bibliothèque d'Occident. La discipline s'y étant relâchée, il applique la réforme clunisienne. Lors de son passage à Bobbio, Gerbert prend connaissance d'ouvrages tels que les Astronomica du poète Marcus Manilius, le traité In rhetoricam Ciceronis de Marius Victorinus, ou l'Ophtalmicus de Demosthénès Philaléthès, qu'il fait recopier et ensuite envoyer à Reims.
Il se heurte à des difficultés d'ordre politique. L'Italie se différencie du reste de l'Occident chrétien, dans le haut Moyen Âge, par une bien plus grande permanence des villes et leur grande intrication avec les campagnes. À la dissolution de l'Empire romain, l'aristocratie citadine s'est repliée sur ses villae, contribuant d'autant à développer sa puissance foncière. Avec le retour de l'ordre, la noblesse a retrouvé les villes, lieu des enjeux politiques et commerciaux, mais a conservé une forte assise foncière rurale. Les évêques, en général issus de cette aristocratie, sont donc particulièrement puissants et la présence d'une riche abbaye implantée dans des terres agricoles ne peut qu'exciter les convoitises.
Dans le cas de Bobbio, Gerbert est confronté à une situation difficile : Pétroald, l'abbé précédent, a cédé des terres à sa famille, amputant d'autant le patrimoine de l'abbaye. De la même manière, Pierre Canepanova, l'évêque de Pavie et chancelier de l'empereur, n'hésite pas à confier des terres à ses proches. Mais celui-ci est très proche du pouvoir. Pour éviter de céder définitivement terres et charges à leur clientèle, les Ottoniens le font sous forme de charges ecclésiales, ce qui permet de récupérer leurs avoirs à la mort de l'évêque. L'abbé essaye bien d'écrire à l'empereur, mais celui-ci, vaincu à la bataille du cap Colonne, est très affaibli. Gerbert, qui applique les recettes clunisiennes à son abbaye, est dans un premier temps soutenu par le pape Benoît VII, mais celui-ci meurt le 10 juillet 983. Et c'est Pierre Canepanova qui est désigné par Otton II du Saint-Empire pour monter sur le trône de saint Pierre (il sera l'éphémère pape Jean XIV).
Le 7 décembre 983, l'empereur meurt prématurément de la malaria à l'âge de vingt-huit ans. Gerbert, qui se retrouve complètement isolé, quitte le monastère au printemps 984, bien qu'il demeure officiellement abbé de Bobbio.

### Secrétaire d'Adalbéron de Reims

Liens généalogiques entre Ottoniens, Robertiens et Carolingiens entre les.

Gerbert retourne donc à Reims où, entre 984 et 989, il travaille beaucoup pour parfaire ses connaissances et en faire part à ses nombreux disciples en Lotharingie et à Liège. Il stimule de nombreuses vocations scientifiques, par exemple chez Hériger de Lobbes, Adalbold II d'Utrecht (futur évêque d'Utrecht) et Bernelin de Paris. Plus tard, Hermann Contract (1013–1054) héritera de ses travaux.
Gerbert est aussi secrétaire d'Adalbéron de Reims, archevêque de Reims. Jusqu'à la fin du Xe siècle, Reims, situé en terre carolingienne, est le plus important des sièges archiépiscopaux de France : il prétend donc à la primatie des Gaules, et son titulaire a le privilège de sacrer les rois et de diriger leur chancellerie.
Adalbéron, et secondairement son secrétaire Gerbert, participent ainsi aux grandes affaires politiques de leur temps,,.
Ils œuvrent au rétablissement d'un empire unique dominant toute l'Europe au profit des Ottoniens, et dans lequel Lothaire, roi de Francie, serait sous la tutelle d'Otton. (Adalbéron a des liens familiaux avec les Ottoniens.)
Leurs activités politiques se concentrent autour de deux questions : L'empereur Otton III étant mineur, qui doit régner à sa place? Et qui deviendra le nouveau roi de France ? En effet, l'empereur Otton II étant décédé en 983, son fils Otton III lui succède. Mais il n'a alors que trois ans. La régence revient donc à la mère de l'enfant, Théophano Skleraina, et à sa grand-mère, Adélaïde de Bourgogne. Cependant, les grands féodaux, menés par Henri II, le puissant duc de Bavière, tentent de s'approprier le pouvoir en assurant la régence au détriment des impératrices.
Quant au roi de France Lothaire, étant roi à treize ans, il est, de fait, placé sous la tutelle de son oncle Otton Ier. Mais en vieillissant, il s'affirme et prend de l'indépendance, ce qui contrarie les projets impériaux de réunir toute l'Europe sous une couronne unique. Dès lors l'évêché lâche Lothaire, héritier carolingien, et soutient un autre prétendant, Hugues Capet, afin d'écarter les Carolingiens.
Dans le cadre de ces affaires, Gerbert formule notamment des lettres pour Adalbéron. Grâce à la correspondance de Gerbert, on a beaucoup d'informations sur ces évolutions politiques et sur le parti qu'il y prend.
Ainsi, il écrit au sujet de Lothaire :

« Le roi Lothaire n'est le premier en France que par son titre. Hugues l'est, non par le titre, mais par ses faits et gestes. »

— Gerbert d'Aurillac, v. 985.
Dans un cas, Gerbert écrit même en son propre nom, pour informer sur la véritable position d'Adalbéron. En effet, en 985, Adalbéron est obligé d'envoyer aux archevêques de Trèves, Cologne et Mayence des lettres assurant de sa fidélité au Carolingiens. Mais en sous-main, Gerbert s'active pour leur confirmer la fidélité de l'archevêque de Reims aux Ottoniens.
En fin de compte, le pouvoir impérial reste dans les mains des Ottoniens, et c'est Hugues Capet qui devient roi de France.

### Secrétaire d'Hugues Capet
Hugues Capet s'attache les services de Gerbert d'Aurillac, qui présente l'avantage diplomatique de connaître nombre de puissants en Europe, de parler plusieurs langues et d'avoir une grande éloquence verbale et écrite. Il rend la cité de Verdun à la maison d'Ardenne, dont le comte Godefroid Ier de Verdun est libéré le 17 juin 987. Le nouveau roi espère ainsi renforcer son alliance avec Adalbéron de Reims et montrer à Otton III que la Lotharingie ne l'intéresse pas. Il répond au comte de Barcelone, Borrell II, qui a sollicité son aide contre les Sarrasins (Almanzor a incendié Barcelone en 985 et Louis V le Fainéant n'a pas daigné lui envoyer de troupes, trop occupé par les affaires lorraines). Il lui promet une armée, mais lui demande de venir lui prêter un serment de fidélité avant Pâques (le 8 avril 988). Gerbert dont Borell II est l'un des bienfaiteurs, et qui a été formé en partie en Catalogne ne peut qu’abonder dans ce sens. Il fait tout pour convaincre Adalbéron de sacrer Robert II le Pieux pour protéger le royaume en l'absence du roi si celui-ci part guerroyer contre Almanzor. Adalbéron, initialement réticent à sacrer le fils du roi car cela instaurerait une dynastie, doit céder : il couronne Robert II le Pieux à Orléans le 25 décembre 987. Mais les Catalans ne reçoivent aucune troupe du roi de Francie et rompent leurs liens avec le royaume franc. Les troupes royales sont en effet occupées par les affaires de Lotharingie.
Hugues Capet, étant parvenu à faire sacrer son fils, crée une nouvelle dynastie. Or, si celle-ci devenait trop puissante, elle remettrait en cause la volonté ottonienne de régner sur l'Europe à la tête d'un empire universel. Les liens d'alliance entre Hugues et les Ottoniens se détendent. Théophano et ses conseillers laissent, en sous-main, le champ libre aux aspirations à la couronne du dernier prétendant carolingien, Charles de Basse-Lotharingie. Ce dernier est vassal de l'empereur, Otton II lui ayant confié le duché de Basse-Lotharingie alors qu'il s'était brouillé avec son frère Lothaire. Occuper Carolingiens et Capétiens dans une lutte pour le contrôle de la Francie est le meilleur moyen de les neutraliser mutuellement. Hugues Capet, à la recherche de nouvelles alliances, demande à Gerbert d'écrire une lettre au basileus Basile II pour demander la main de sa fille pour le jeune Robert. Par certains côtés, Adalbéron et Gerbert se retrouvent en porte-à-faux : officiellement alliés du roi de Francie, ils servent en premier lieu les intérêts ottoniens. Le 8 avril 988, ils se rendent auprès de la cour de Théophano à Ingelheim et y rencontrent Charles de Basse-Lotharingie venu défendre ses intérêts. Le duc de Basse-Lotharingie sait qu'il ne peut s'emparer du pouvoir sans l'aval de l'archevêque de Reims. La teneur des échanges n'est pas connue, mais l'une des hypothèses est que l'impératrice et ses conseillers ont donné carte blanche à Charles, et demandé aux deux prélats de le soutenir. Ancien partisan de la mutatio regni, Gerbert n'est pas indifférent aux appels de Charles. Cette volte-face est-elle due à l'association de Robert II le Pieux à son père mettant à néant le projet ottonien ? Gerbert dira par la suite : « Le frère du divin Auguste Lothaire, héritier du trône, en a été chassé ; ses rivaux [Hugues Capet et Robert II le Pieux] ont été faits inter-rois, comme c'est l'opinion de beaucoup. De quel droit l'héritier légitime a-t-il été exhérédé ? ». Les contemporains sont décidément incapables d'abandonner un principe héréditaire enraciné dans la tradition franque.
En mai 988, Charles s'empare de Laon, un des derniers bastions carolingiens. Il est avéré qu'il est en contact avec Gerbert et Adalbéron, comme le confirme cette missive de Gerbert à son intention : « Si mon service peut être profitable à Votre Excellence, je m'en réjouirais. Et si je ne suis pas venu à vous selon vos ordres, c'est à cause du climat de terreur entretenu par vos soldats et répandu dans toute la contrée.» (Gerbert d'Aurillac à Charles de Lorraine, Correspondance, juin 988).
Adalbéron, quant à lui, est convoqué au synode des évêques réuni par Hugues Capet et Robert II le Pieux pour savoir de quelle manière ils vont déloger de Laon le duc Charles de Basse-Lotharingie. On y décide collégialement d'assiéger la cité laonnoise. À la fin du mois de juin 988, Hugues Capet marche vers la ville à la tête de 6 000 guerriers. D'après les sources, l'archevêque de Reims serait présent au second siège. C'est un cuisant échec (automne-hiver 988). Recevant à son tour une lettre de l'usurpateur, le prélat lui répond : « Comment pouvez-vous me demander conseil, à moi que vous considériez comme un de vos pires ennemis ? Comment pouvez-vous donner le nom de « père » à celui auquel vous vouliez ôter la vie ? […] Qui étais-je en effet pour imposer à moi seul un roi des Francs ? Ce sont là des affaires d'ordre public et non d'ordre privé. […] Je ne puis oublier le bienfait que vous m'avez rendu lorsque vous m'avez soustrait de l'ennemi [probablement lors du siège de Louis V à Reims] […]. Je pourrais vous dire davantage et vous montrer que vos partisans sont des imposteurs et cherchent à réaliser leurs ambitions à travers vous. » (Adalbéron de Reims à Charles de Lorraine, Correspondance, août 988).
Comme Gerbert, Adalbéron ne se montre pas vraiment opposé à une négociation avec le duc Charles de Basse-Lotharingie. À la fin de sa missive, il dit que leurs relations futures dépendront du sort de son neveu Adalbéron II de Verdun, prisonnier d'Eudes Ier de Blois et d'Herbert le Jeune, comte de Troyes et de Meaux, alliés du duc Charles.

### Accession à l'archevêché de Reims

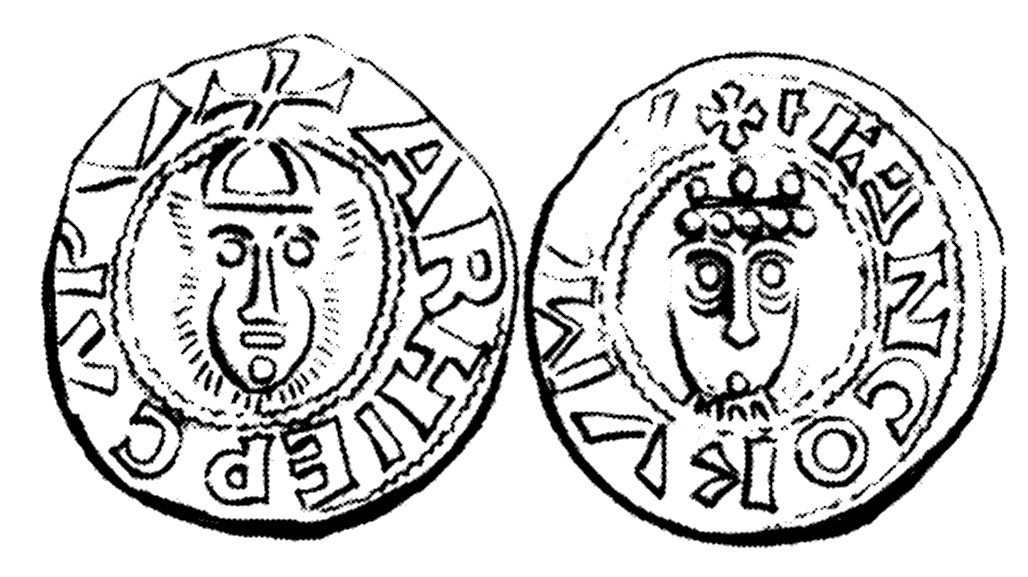
Denier attribué à Gerbert d'Aurillac ou à son successeur Arnoul de France.

Adalbéron meurt le 23 janvier 989. Arnoul de France, un fils bâtard de Lothaire, se porte candidat à l'archevêché de Reims. Charles de Basse-Lotharingie fait entendre que si son neveu Arnoul était choisi, il rendrait la ville de Laon. Adalbéron de Laon, soucieux de récupérer son évêché, presse Hugues Capet d'accepter. Ce dernier, voyant le siège s'éterniser, saisit cette occasion pour tenter de reprendre la ville et de mettre fin au conflit qui l'oppose à Charles. Il choisit Arnoul au détriment de Gerbert d'Aurillac. Ce dernier reste néanmoins à Reims et devient le secrétaire d'Arnoul. Le nouvel évêque complote en faveur de Charles de Basse-Lotharingie et ouvre les portes de Reims au Carolingien, dont les troupes profanent la cathédrale en septembre 989. Gerbert, pour sa part, se fait l'avocat des Carolingiens. Se venge-t-il d'Hugues Capet qui lui a refusé l'archevêché de Reims, ou agit-il en agent des Ottoniens qui soutiennent leur vassal Charles en sous-main ? Quoi qu'il en soit, cette prise de position le met dans une posture délicate vis-à-vis du roi de France.
Les alliances se forment, et la guerre est dès lors ouverte. Charles de Basse-Lotharingie est allié à l'archevêque de Reims et à Herbert le Jeune, comte de Troyes et de Meaux, et Hugues reçoit le soutien de Eudes Ier de Blois en échange de la ville de Dreux. Gerbert se trouve alors dans l'impasse vis-à-vis de Hugues Capet, mais, en avril 990, une porte de sortie lui est offerte par l'entremise de Bruno de Langres, qui le convainc de rallier Hugues Capet (peut-être en échange de l'archevêché de Reims). Ainsi Gerbert est de nouveau au service de Hugues. Quant au pape, il est sollicité par les deux adversaires (c'est Gerbert qui lui demande de destituer Arnoul à la requête de Hugues Capet), tandis que la cour d'Otton III reste neutre, malgré les requêtes de Hugues. Le pape ne répond pas aux demandes de destitution envoyées par Gerbert : des envoyés d'Arnoul sont arrivés à Rome avant ceux de Hugues Capet et ont couvert le pape de présents. Y a-t-il manœuvre des Ottoniens ? L'hypothèse est possible mais pas certaine : le véritable maître de Rome à cette époque est un noble romain Crescentius, mais le pape a pu faire l'objet de pression de la part de Théophano, ou ne veut-il pas froisser les Ottoniens ?
La situation se débloque par la trahison de l'évêque Adalbéron de Laon, qui s'empare de Charles de Basse-Lotharingie et d'Arnoul de France pendant leur sommeil et les livre au roi (991). Pour parvenir à ses fins, Adalbéron s'est fait recevoir à Laon en faisant croire à Charles et Arnoul qu'il voulait se réconcilier avec eux afin de récupérer son évêché. Bien accueilli à Laon, il jure sur le pain et le vin, le dimanche des Rameaux 29 mars ou le Jeudi saint 2 avril 991, de conserver sa foi à Charles, avant d'ouvrir les portes de la ville à l'ennemi durant la nuit. Le dernier carolingien est emprisonné à Orléans, et meurt à une date inconnue.
| Évêque   | Saint-Basle | Diplôme de Corbie | Diplôme de Saint-Crépin |
| -------- | ----------- | ----------------- | ----------------------- |
| Amiens   | X           | X                 | X                       |
| Beauvais | X           | X                 | X                       |
| Noyon    | X           | X                 |                         |
| Laon     | X           |                   | X                       |
| Soissons | X           | X                 | X                       |
| Reims    | X           |                   | X                       |
| Senlis   | X           |                   |                         |
| Paris    |             |                   | X                       |
| Sens     | X           |                   | X                       |
| Orléans  | X           |                   |                         |
| Auxerre  | X           |                   |                         |
| Langres  | X           |                   |                         |
| Bourges  | X           |                   | X                       |
| Autun    | X           |                   |                         |
| Mâcon    | X           |                   |                         |

Le cas de Charles de Basse-Lotharingie étant réglé, il reste celui d'Arnoul de France. Hugues Capet convoque un concile pour le juger. Le concile est fixé en l'abbaye Saint-Basle de Verzy, près de Reims, en juin 991. Son cas pose problème. Sa trahison est un crime de lèse-majesté passible de la peine capitale ; or depuis le concile de Tolède de 633, un clerc ne peut participer à une sentence entraînant une effusion de sang. Le concile a lieu du 17 au 18 juin 991 ; treize évêques seulement s'y sont rendus alors que tout l'épiscopat français a été convoqué.
L'assemblée est présidée par l'archevêque Seguin de Sens, peu favorable au roi. En revanche, les débats sont soutenus par l'évêque Arnoul de France, un proche du roi. Responsable de la défense, Abbon de Fleury avance que le souverain ne peut convoquer un concile et que seul le pape est compétent pour juger l'affaire. Il donne quatre raisons pour contester la légitimité du concile pour juger Arnoul : l'accusé aurait dû comparaître comme archevêque de Reims et n'aurait pas dû être déchu, une citation régulière aurait dû lui être faite, l'affaire aurait dû être notifiée au pape et il aurait fallu discuter toute inculpation dans un synode général avec autorisation papale. Arnoul de France lui réplique par un très violent réquisitoire contre le Saint-Siège qui n'a pas donné réponse aux demandes d'Hugues Capet à dessein. Arnoul est déposé. Les choses n'avançant pas, Hugues Capet et Robert II le Pieux interviennent et les évêques font signer à Arnoul un acte de renonciation à sa charge, lequel permet aux deux rois de France de jurer qu'en échange il aura la vie sauve. Cette fois, Gerbert est naturellement désigné par Hugues Capet pour prendre la place d'Arnoul comme archevêque de Reims. Jean XV n'accepte pas cette nomination. Le pape soutenant Arnoul, Gerbert, avec d'autres évêques français, prend position au concile de Saint-Basle, pour l'indépendance des Églises à l'égard de Rome qui est théoriquement contrôlée par les empereurs germaniques.
Le pape Jean XV n'accepte pas cette procédure et veut convoquer un nouveau concile à Aix-la-Chapelle, mais les évêques de Francie refusent et confirment leur décision à Chelles (hiver 993–994). Gerbert, soutenu par d'autres évêques, prend position pour l'indépendance des Églises à l'égard de Rome (qui est contrôlée par les empereurs germaniques). Afin d'éviter une excommunication des évêques ayant siégé au concile de Sainte-Basle, et donc un schisme, Gerbert préfère lâcher prise. Il abandonne l'archevêché et se rend en Italie. Toute l'habileté politique d'Hugues Capet consiste, dès le début de l'affaire, à demander le soutien de l'empereur et du pape (qu'il n'obtient évidemment pas), et à utiliser les divisions de l'Église pour mettre en première ligne les évêques francs qu'il émancipe en échange de leur soutien. L'usage de la voie conciliaire est donc un moyen habile de contrer l'influence de l'empereur, sans entrer directement en conflit.

### Archevêque de Reims en conflit avec la papauté
L'archevêque Gerbert travaille beaucoup, dépassant même le cadre de son diocèse, aussi loin que Tours, Orléans ou Paris, réglant les conflits entre laïcs et clercs, et consultant sur les problèmes canoniques. Les soucis majeurs de Gerbert viennent du côté de Rome. Quand le pape Jean XV apprend la déposition d'Arnoul et l'élection de Gerbert à l'archevêché de Reims, il envoie un légat, Léon II, pour enquêter sur l'affaire. En 992, au synode d'Aix-la-Chapelle, Jean XV convoque à Rome les rois et les évêques français, sans résultats. En 994, le pape, ayant réuni un nouveau concile à Ingelheim, se prononce contre les décisions du concile de Saint-Basle, et excommunie Gerbert et ses amis évêques. En réponse à cela, un concile français présidé par Robert II le Pieux avec l'appui de Hugues Capet est réuni à Chelles en 994–995. Les débats sont dirigés par Gerbert. Le synode cherche à réformer l'église française et à renforcer la cohésion du corps épiscopal français. Il affirme que si le pape romain prend une décision en opposition avec les décrets des Pères de l'Église, cette mesure est nulle et non avenue. Le synode veut ratifier de manière irrévocable la destitution d'Arnoul et la nomination de Gerbert.
Le légat Léon convoque alors un nouveau concile à l'abbaye de Mouzon, près de Sedan, en juin 995. Hugues Capet défend aux prélats français de s'y rendre. Gerbert s'y présente, seul. Il s'y voit interdit d'exercer les fonctions épiscopales et de communier pour un mois, mais aucune sentence définitive n'est prononcée car une des parties fait défaut. Un nouveau concile est convoqué à Reims le mois suivant. Dans le même temps Gerbert publie les actes du concile de Sainte-Basle et défend ses thèses dans un traité épistolaire, la lettre ayant été envoyée à Wilderod, évêque de Strasbourg. Il cherche par son intermédiaire à toucher ses collègues lotharingiens et les convaincre de son bon droit. Gerbert reconnaît sans conteste la primauté du pape, mais il dit que ce dernier n'a pas à intervenir directement dans les affaires de sa province, le concile de Nicée ayant défini les rôles dans les conciles provinciaux. Le concile de Reims ne résout rien et l'affaire en est là quand le pape Jean XV, meurt en mars 996, bientôt suivi d'Hugues Capet lui-même. Gerbert ne désarme pas, va à Rome plaider sa cause auprès du nouveau pape, Grégoire V : c'est en vain, car ce dernier maintient les positions de son prédécesseur. Mais son dernier soutien, Robert II le Pieux le nouveau roi de France, cherche à ménager le pape pour qu'il accepte son mariage avec Berthe de Bourgogne, veuve d'Eudes Ier de Blois, de laquelle il est épris mais dont il est cousin. Il doit accepter la demande de Grégoire V de ne plus soutenir Gerbert.
Gerbert cesse d'insister pour ne pas risquer le schisme.

### Précepteur de l'empereur Otton III
Le jeune empereur du Saint-Empire Otton III (14 ans) demande à Gerbert en 997 de devenir son précepteur. Gerbert accepte. Il quitte donc la France, où il n'a plus rien à faire, et rejoint l'empereur en Germanie.
Adalbéron avait ouvert l'esprit d'Otton vers l'instauration d'un empire universel, mais c'est Gerbert qui le théorise : il rédige pour l'empereur un traité Sur le raisonnable et l'usage de la raison qui s'ouvre sur un programme de rénovation de l'Empire romain, considérant que l'empereur, à demi grec par sa mère, est à même de reconstruire un empire universel.

### Archevêque de Ravenne
Otton III demande aussi au pape Grégoire V de nommer Gerbert archevêque de Ravenne. Le pape le nomme effectivement, le 28 avril 998.
Une fois archevêque, Gerbert s'engage dans des réformes, notamment pour préserver les biens de l'Église. Il convainc aussi l'empereur de confirmer les droits de l'abbaye de Bobbio à ses terres; Gerbert est officiellement toujours abbé de Bobbio.
En janvier 999, il participe à un synode à Rome, qui, entre autres, condamne le roi de France Robert II le Pieux pour son mariage avec sa cousine Berthe de Bourgogne.

### Le pape: Sylvestre II

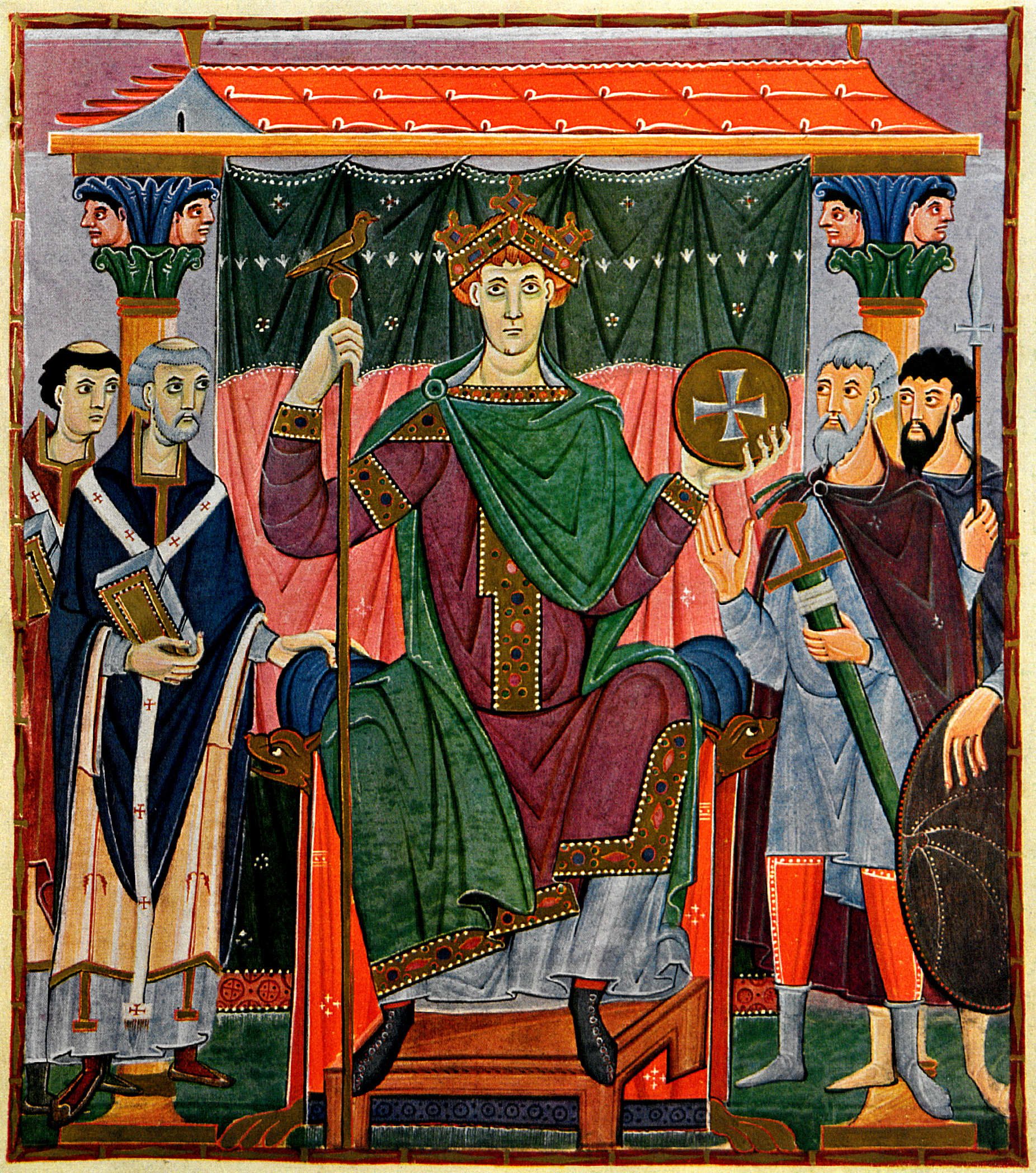
Sylvestre II à la droite de l'empereur Otton III.

Le pape Grégoire V meurt le 18 février 999.
Les Ottoniens sont maîtres de l'Italie du Nord et ont établi leur cour à Rome dans le dessein de recréer un Empire romain. Ainsi, ils ont le pouvoir d'influer sur l'élection du souverain pontife, sa nomination étant soumise à leur approbation. Gerbert est proche des empereurs Othon Ier et Othon II, et il est le précepteur d'Othon III.
L'empereur Othon III nomme Gerbert comme nouveau pape. En effet, Gerbert a prouvé ses qualités d'administrateur en tant qu'archevêque de Ravenne. De plus, il est très instruit, et Otton et lui-même croient à l'importance des idées philosophiques pour le gouvernement.
Gerbert est consacré pape le 2 avril 999. Il choisit le nom de Sylvestre II en référence à Sylvestre Ier qui fut pape sous l'empereur Constantin Ier, qui reconnut le christianisme comme religion licite dans l'Empire romain. Il est ainsi le 139e pape et le premier d'origine française.
Il se réconcilie avec ses adversaires dans le conflit pour l'archevêché de Reims. Arnoul de France remplissait déjà provisoirement le rôle d'archevêque de Reims, et Sylvestre II lui en donne le droit de manière définitive. Quant au légat Léon II, Sylvestre II le nomme archevêque de Ravenne pour le remplacer.
Bien qu'il ait confirmé Arnoul comme archevêque de Reims, Sylvestre II intervient toujours dans les affaires de cette province. Ainsi, il donne même des ordres dans une affaire de cimetière. Comme le remarque Pierre Riché (1921–2019), ceci est en contradiction apparente avec ses précédentes critiques envers le pouvoir du pape. Sylvestre II confère l'autonomie aux Églises de Pologne et de Hongrie. Plutôt que d'être soumises à des archevêchés allemands, elles ont désormais leurs propres archevêchés, à Gniezno pour la Pologne et à Esztergom et à Kalocsa pour la Hongrie. De plus, Sylvestre II donne à Étienne Ier de Hongrie le titre de roi de Hongrie.
Otton III et Sylvestre II rencontrent de l'opposition à Rome et dans les environs, car les Romains tiennent à leur autonomie. Cela mène Otton et Sylvestre à quitter Rome en février 1001, pour s'établir à Ravenne. En janvier 1002, Otton III meurt, puis Sylvestre retourne à Rome.
Pris d'un malaise lors d'un office à la basilique Sainte-Croix-de-Jérusalem, Sylvestre II meurt à Rome le 12 mai 1003 après quatre années de pontificat. Il est enterré à Saint-Jean-de-Latran, où le pape Serge IV inscrit une épitaphe gravée contre un pilier de la basilique, évoquant son exceptionnel parcours à la fois intellectuel et religieux.

## L'humaniste, philosophe et mathématicien

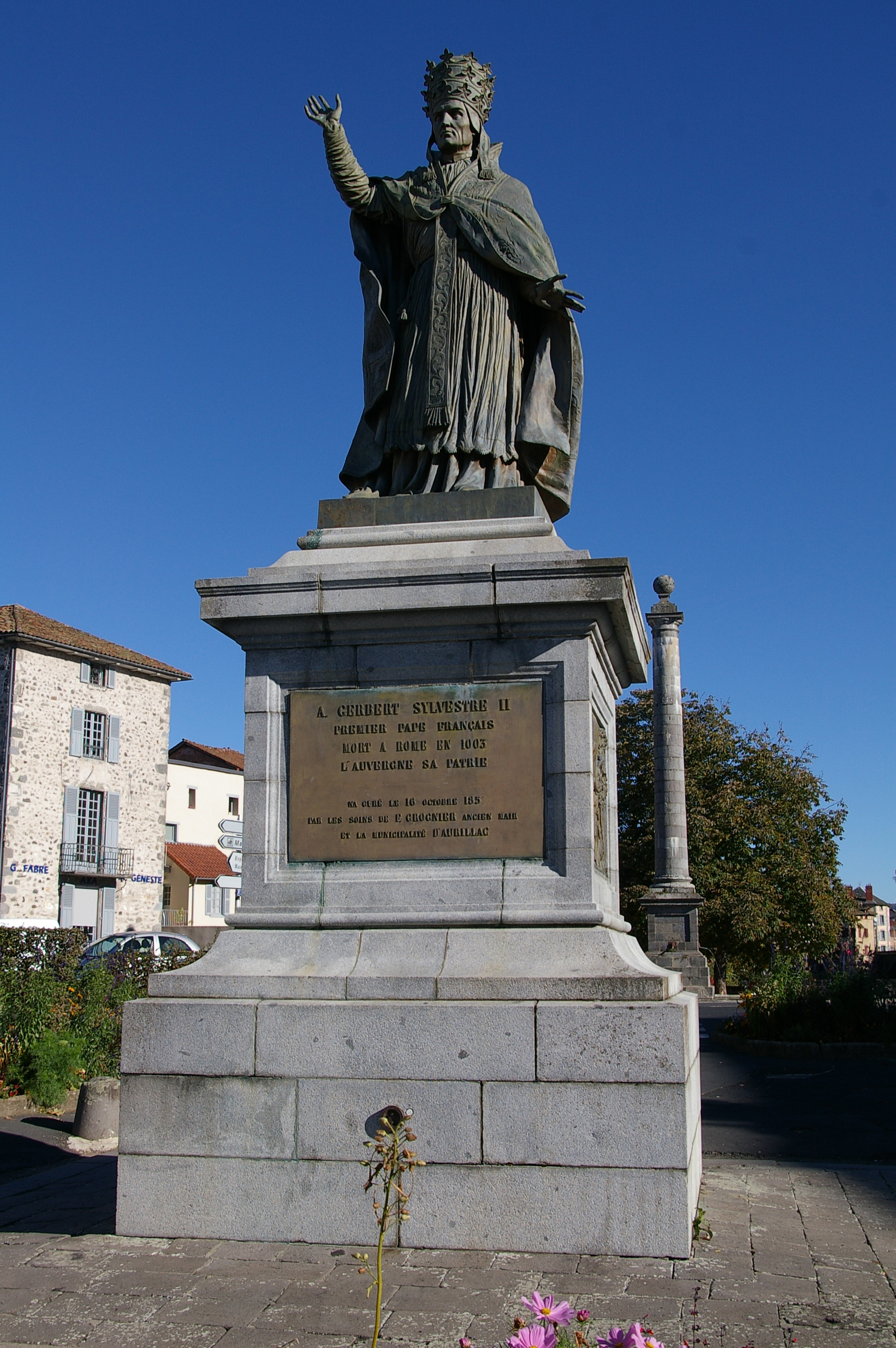
Statue de Sylvestre II à Aurillac.

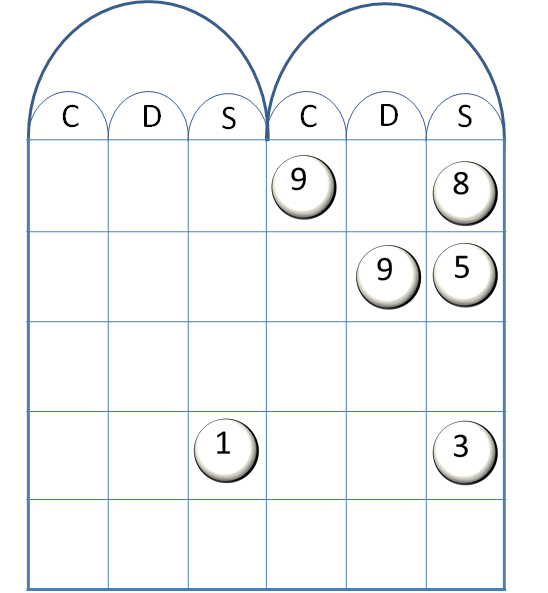
Modèle de l'addition 908+95 sur une partie de l'abaque de Gerbert (avec les chiffres modernes, non ceux de Gerbert).

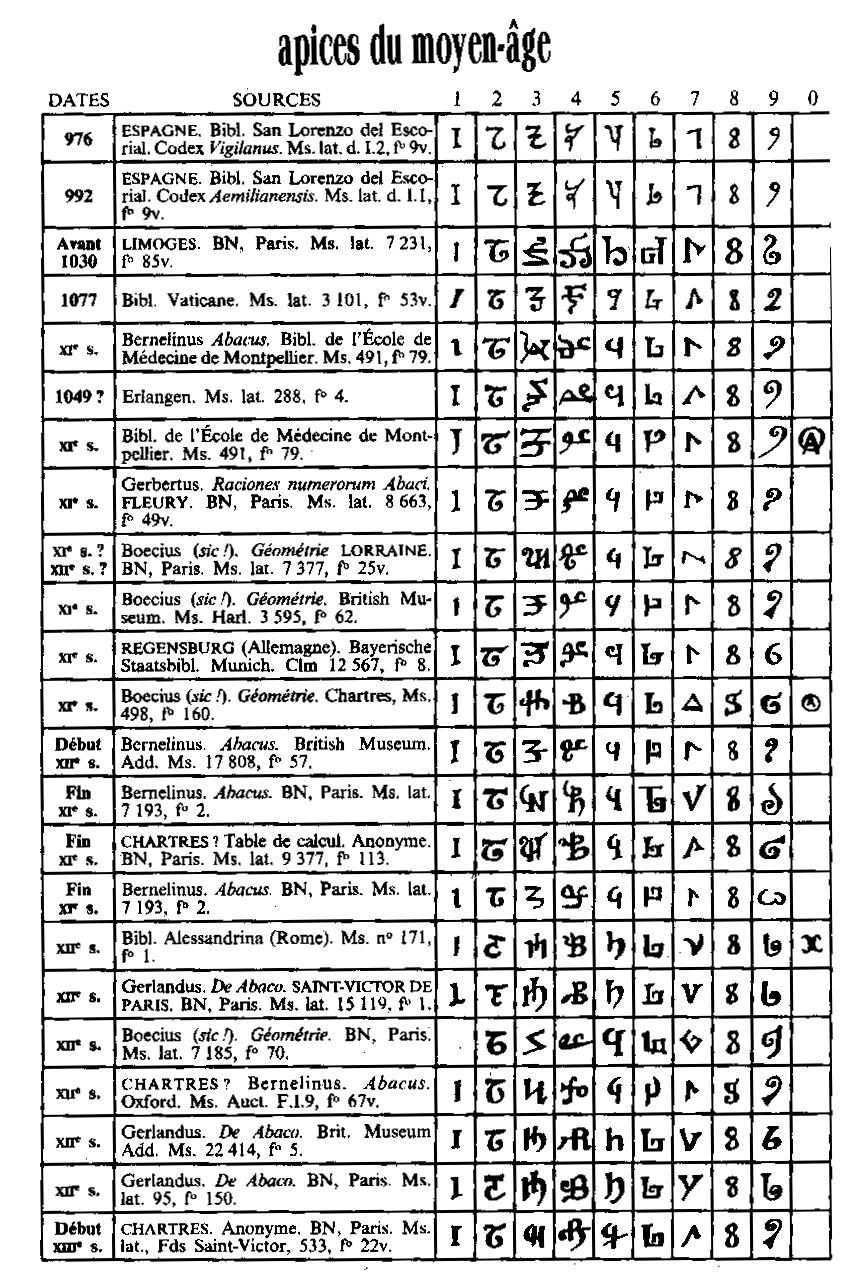
Formes d'écriture des chiffres dans différentes sources du Moyen Âge.

Gerbert d'Aurillac est un humaniste « complet », longtemps avant la Renaissance. Il met à l'honneur la culture antique, dont il connaît essentiellement la forme latine, faute de savoir le grec. En tant qu'écolâtre, il fait découvrir à ses élèves de nombreux textes latins de l'Antiquité : notamment de Boèce, de Cicéron, de Virgile, les Noces de Mercure et de Philologie de Martianus Capella; et aussi des traductions latines d'auteurs grecs: Porphyre de Tyr et Aristote. Il s'inspire lui-même de Cicéron, dans le style mais aussi dans les idées philosophiques.
Dans le débat avec Otric, en 981 à Ravenne, Gerbert d'Aurillac montre en outre une conception très précise de la classification des disciplines de la philosophie.
De 967 à 970, il étudie au monastère de Vic, étudiant les mathématiques et l'astronomie. En 984, il réclame, dans une lettre à Lupitus de Barcelone, un Liber de astrologia, qui aurait pu lui procurer les connaissances sur l'astrolabe. L'attribution du Liber de astrolabio à Gerbert, attesté à partir des années 1080, fait débat.
Il est aussi à l'origine d'un type d'abaque : l'« abaque de Gerbert ». À l'époque, on préférait l'abaque aux calculs écrits, qui auraient été très difficiles avec les chiffres romains. L'abaque de Gerbert est une table de calcul où les jetons multiples sont remplacés par un jeton unique portant comme étiquette un chiffre. Les chiffres utilisés étaient peut-être les chiffres arabes, puisqu'il les a probablement connus lors de ses études à Vic, mais c'est incertain. Par exemple : les 7 jetons de la colonne unité sont remplacés par un jeton portant le numéro 7, les 3 jetons de la colonne dizaine par un jeton portant le chiffre 3, etc. Le système ne comprenait pas de zéro. Toutefois cet abaque n'eut pas le succès escompté.
Gerbert est l'auteur d'au moins deux traités sur les opérations arithmétiques. Le premier porte sur la division (Libellus de numerorum divisione, Regulae de divisionibus) : Gerbert y invente une méthode de division euclidienne qui sera rapportée par Bernelin de Paris (Bernelinus, + vers 1020), un de ses élèves. L'autre traité concerne les multiplications (Libellus multiplicationum) ; adressé à Constantin de Fleury, que Gerbert appelle « son Théophile », il prescrit l'antique multiplication par les doigts (calcul digital).[réf. souhaitée]
L'usage du comput dans les documents administratifs a pu se développer vers l'an mille grâce à ces découvertes importantes.
La troisième branche des mathématiques était alors la géométrie, pour laquelle Gerbert composa un célèbre traité de géométrie (Isagoge Geometriae, Liber geometriae artis), longtemps égaré à la bibliothèque de Salzbourg et retrouvé par Bernard Petz, savant bénédictin du XVIIIe siècle. Le traité de Gerbert établit de manière moderne les axiomes, les théorèmes du point, de la ligne droite, des angles et des triangles, dont les termes techniques sont expliqués par Gerbert : base, hauteur, côté perpendiculaire à la base, hypoténuse. À ce sujet, Gerbert correspond (Epistola ad Adelbodum) avec Adalbold II d'Utrecht formé à Lobbes et à Liège et évêque d'Utrecht (970–1026), sur l'aire du triangle équilatéral, le volume de la sphère, un passage arithmétique de la Consolation philosophique (De consolatione philosophiae) de Boèce.
Lors de son séjour en Germanie (997–999), à Magdebourg, Gerbert a conçu une "horloge". Il pourrait s'agir d'un nocturlabe. Nous en avons connaissance par la Chronique de son contemporain Dithmar : « L'ancien archevêque, qui savait parfaitement observer le cours des astres et dépassait tous ses contemporains par sa connaissance des disciplines les plus diverses, (…) fabriqua une horloge qu'il régla sur le cours de l'étoile qu'on appelle "l'étoile des navigateurs" et qu'il put observer, à l'étonnement de tous, grâce à une longue-vue. »
Gerbert calcule l'aire des figures régulières (cercle, hexagone, octogone inscrit et conscrit…) ainsi que le volume de la sphère, du prisme, du cylindre, du cône et de la pyramide ; il utilise aussi un instrument de mesure de son invention et qui a conservé son nom, le bâton de Gerbert, pour trouver la hauteur d'un arbre, d'une tour, d'une colonne, par l'ombre que ces objets projettent, ou bien utilise une autre technique, comme celle de leur image réfléchie dans l'eau ou dans un miroir.
La musique était alors comprise comme la deuxième branche des mathématiques et Gerbert s'y intéressa de près. Il agit empiriquement en divisant les sons d'un monocorde, instrument composé d'une corde de métal ou de boyau tendu sur une règle entre deux chevalets fixes. Il mesura ainsi la variété et la proportion des sons produits en établissant les divisions que nous connaissons tons, demi-tons, bémols et dièses, formant des modes musicaux. Appliquant ces principes, selon le témoignage du moine bénédictin Guillaume de Malmesbury, il construisit dans l'église de Reims un orgue hydraulique dont les sons étaient produits par l'effet de la vapeur d'eau bouillonnante dans ses cavités[réf. souhaitée]. Certains historiens modernes pensent que Gerbert a en effet construit des orgues à Reims.

## Sylvestre II et la légende

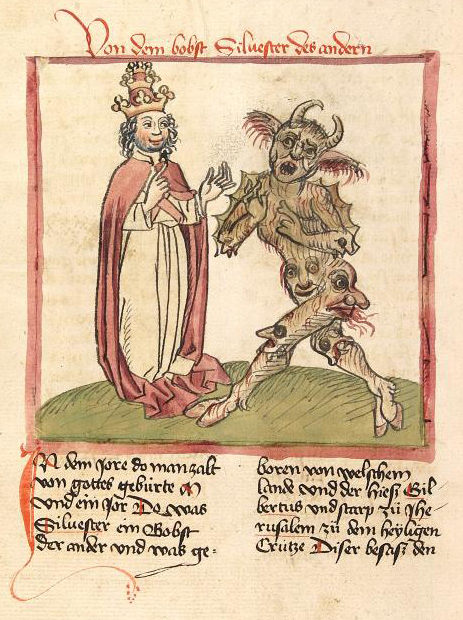
Sylvestre II et le démon : illustration datant de 1460.

La légende de Sylvestre II se développe à partir du XIe siècle. De premières affirmations légendaires apparaissent dans Gesta Romanae Ecclesiae contra Hildebrandum, un violent pamphlet du cardinal Bennon d'Osnabruk, partisan d'Henri IV contre la papauté dans la querelle des investitures. La version la plus détaillée apparaît ensuite au début du XIIe siècle dans l'œuvre du moine anglais Guillaume de Malmesbury, De rebus gestis regum Anglorum,. Ces légendes associent généralement Sylvestre II à la magie et au diable.
Selon Bennon, Sylvestre II fut en contact avec le diable et lui demanda quand il allait mourir. Il reçut la réponse : « Ce ne sera pas avant que tu aies célébré la messe à Jérusalem. » Or (et ceci est historique) il mourut à la basilique Sainte-Croix-de-Jérusalem, à Rome.
Au XIXe siècle, Jules Michelet rapporte une variante de cette légende : un astrologue avait promis que Sylvestre II ne mourrait qu'à Jérusalem, ce qui le poussait à prêcher la croisade. Michelet voit dans Sylvestre II l'un des deux grands mythes du savant magicien au Moyen Âge, l'autre étant Albert le Grand.
Guillaume de Malmesbury raconte entre autres que Gerbert alla étudier les arts magiques chez les Arabes et passa un pacte avec le diable. Plus tard, il créa une tête parlante qui répondait magiquement à ses questions par « oui » ou « non »,. Cette histoire est bien sûr une invention. Au moins depuis Guillaume de Malmesbury, la légende prétend que dans sa quête du savoir, il prit le chemin du monde arabo-musulman.
Ainsi, il aurait visité Cordoue, voire fréquenté l'université Al Quaraouiyine à Fès au Maroc, où il découvrit des mathématiques utilisant les chiffres arabes et la base décimale si pratique pour réaliser des calculs,.
En réalité, il est seulement allé à Vic en Catalogne, qui était certes proche de l'Espagne musulmane, mais faisait partie du monde chrétien,,,,.
Bien que cette affirmation soit souvent répétée, il n'y a aucune preuve d'un voyage au Maroc.
Son corps reposait en la basilique Saint-Jean-de-Latran. Selon un récit datant de la fin du XIIe siècle, le tombeau laissait échapper des gouttes d'eau. On ajouta à cela la légende que cela annonçait qu'un pape allait mourir.
Roger Peyrefitte (1907–2000), dans son roman Les Clés de saint Pierre (1953), rapporte une rumeur similaire : son tombeau faisait entendre des craquements chaque fois qu'un pape allait mourir. Quand un pontife était très malade on voyait des cardinaux rôder aux alentours[réf. souhaitée]. Selon une autre variante, le tombeau ruisselait extérieurement chaque fois qu'un cardinal allait mourir, et inondait le sol d'eau lorsque c'était le tour d'un pape. Juste après la tentative d'assassinat de Jean-Paul II du 13 mai 1981, des fidèles romains se virent rassurés sur la santé du pape quand ils constatèrent que le sarcophage ne suintait pas.
En 1648, lors de la reconstruction de la basilique sous le pontificat d'Innocent X, son tombeau est rouvert pour vérifier cette réputation de magicien et s'il ne reposait pas près du diable : à peine exposé à l'air, le cadavre, bien conservé jusque-là, se réduit en cendres.
Dans L'Homme qui rit de Victor Hugo (II, 3, II), Ursus tient pour avéré que Sylvestre II dialoguait avec les oiseaux.

## Œuvres

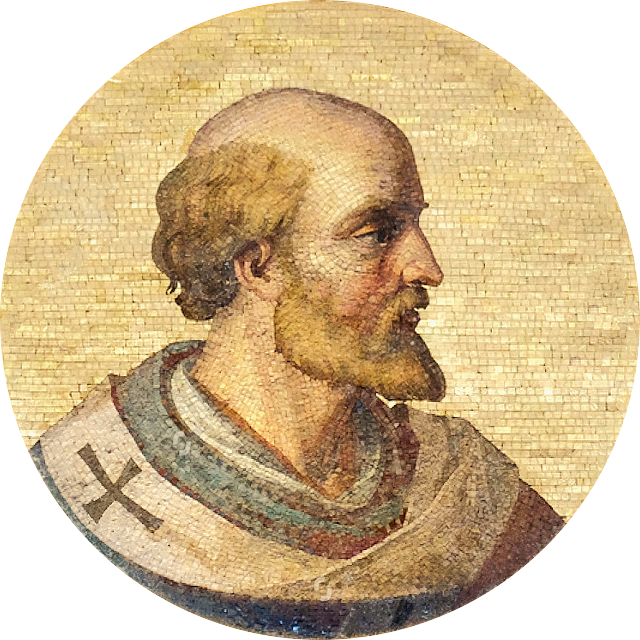
Vue d'artiste de Sylvestre II dans la série des médaillons des papes de la basilique Saint-Paul-hors-les-Murs.

Les écrits de Gerbert d'Aurillac sont publiés dans les éditions suivantes :
- Abbé Migne, 1853, dans le volume 139 de la Patrologia Latina (Documenta Catholica Omnia) ;
- Alexandre Olleris, Œuvres de Gerbert, Clermont et Paris, 1867 (Gallica).
- Traités de Mathématiques :
  - Libellus de numerorum divisione ;
  - De geometria ;
  - Epistola ad Adalbodum ;
  - De sphaerae constructione ;
  - Libellus de rationali et ratione uti.
- Traités ecclésiastiques :
  - Sermo de informatione episcoporum ;
  - De corpore et sanguine Domini ;
  - Selecta e concil. Basol., Remens., Masom., etc..
- Lettres :
  - Édition : Julien Havet, Lettres de Gerbert (983–997)…, Paris, A. Picard, 1889 (Collection de textes pour servir à l'étude et à l'enseignement de l'histoire, 6) (Gallica) ; Pierre Riché et Jean-Pierre Callu, Gerbert d'Aurillac. Correspondance : lettres 1 à 220, Paris, Les Belles Lettres, 1964–1967, rééd. 2008 (Les classiques de l'histoire au Moyen Âge, 45) ;
  - Epistolae ante summum pontificatum scriptae  ;
    - 218 lettres dont à l'empereur, au pape et à divers évêques ;

  - Epistolae et decreta pontificia ;
    - 15 lettres à divers évêques, dont Arnulf, divers abbés et une lettre à Étienne Ier de Hongrie ;
    - Lettre à Otton III ;
    - 5 courts poèmes.
- Autres :
  - Acta concilii Remensis ad S. Basolum ;
  - Leonis legati epistola ad Hugonem et Robertum reges.

## En hommage
- Un timbre le représentant, dessiné par André Spitz, a été émis par les postes françaises en 1964.
- Une rue porte son nom à Paris, ainsi qu'à Reims.

#### Ouvrages
- [1867] Alexandre Olleris, Œuvres de Gerbert : Pape sous le nom de Sylvestre II, Paris, Dumoulin, 1867 (lire en ligne sur Gallica).
- [1887] Julien Havet, L'écriture secrète de Gerbert, t. 14, Paris, Imprimerie nationale, coll. « Extrait des Comptes rendus de l'Académie des inscriptions et belles-lettres / 4 » (no 15), 1887.
- [1897] François Picavet, Gerbert, un pape philosophe, d'après l'histoire et d'après la légende, Paris, Ernest Leroux, 1897 (lire en ligne sur Gallica).
- [1914] Félix de La Salle de Rochemaure, Gerbert - Silvestre II : Le savant, le « faiseur de rois », le pontife, Paris, Émile-Paul, 1914.
- [1935] (de) Robert Holtzmann (éd.), Thietmari Merseburgensis Episcopi Chronicon : Die Chronik des Bischofs Thietmar von Merseburg und ihre Korveier Überarbeitung, Berlin, Weidmannsche Buchhandlung, coll. « Monumenta Germaniae Historica / Scriptores Rerum Germanicarum, Nova Series » (no 9), 1935.
- [1996] Olivier Guyotjeannin (dir.) et Emmanuel Poulle (dir.), Autour de Gerbert d'Aurillac, le pape de l'An Mil : Album de documents commentés, École nationale des chartes, coll. « Matériaux pour l'histoire publiés par l'École des chartes » (no 1), 1996 (ISBN 978-2-900791-18-9).
- [2008] Pierre Riché (trad. et éd.) et Jean-Pierre Callu (trad. et éd.), Gerbert d'Aurillac : Correspondance : Lettres 1 à 220, Paris, Les Belles Lettres, coll. « Classiques de l'histoire au Moyen Âge » (no 45), 2008 (ISBN 978-2-251-34056-2).

##### Articles
- [1994] Pierre Riché, « Silvestre II », dans Philippe Levillain (dir.), Dictionnaire historique de la Papauté, Paris, Fayard, 1994 (ISBN 978-2-2130-2537-7), p. 1580-1582.
- [1996] Pierre Riché, « Silvestre II », dans G. Jacquemet (dir.), Catholicisme - Hier, aujourd'hui, demain, t. 14 : Sida-Timothée Aelure, Paris, Letouzey et Ané, 1996, col. 69-72.
- [2017] Flavio G. Nuvolone, « Gerbert d'Aurillac et la politique impériale ottonienne en 983 : une affaire de chiffres censurée par les moines ? », dans Faire l'événement au Moyen Âge, Presses universitaires de Provence, coll. « Le temps de l'histoire », 2017 (ISBN 978-2-8218-8271-3), p. 235-273.
- [2021] Elly Dekker, « La sphère céleste de Gerbert d'Aurillac : sa place dans l'histoire de la cartographie du ciel », Cartes & géomatique, nos 243-244,‎ mars-juin 2021, p. 47-60 (lire en ligne  [PDF]).

#### Ouvrages de recherche
Spécialisés
- [1946] Jean Leflon, Gerbert, humanisme et chrétienté au Xe siècle, Paris, Éditions de Fontenelle, coll. « Figures monastiques (coll. dirigée par les Bénédictins de Saint Wandrille) », 1946, XXVII-392 p., 23 cm (OCLC 7713568, BNF 32365147, SUDOC 024304204, présentation en ligne).
- [1982] Florence Trystram, Le coq et la louve : Gerbert et l'an mille, Paris, Flammarion, 1982 (ISBN 978-2-08-065503-5).
- [1987] Pierre Riché, Gerbert d'Aurillac, le pape de l'an Mil, Paris, Fayard, 1987 (ISBN 978-2-213-01958-1).
- [1987] Yves Sassier, Hugues Capet - Naissance d'une dynastie, Paris, Fayard, 1987.
- [1997] Nicole Charbonnel (éd.) et Jean-Éric Iung (éd.), Gerbert l'Européen (Actes du colloque d'Aurillac, 4-7 juin 1996), Société des lettres, sciences et arts « La Haute Auvergne », coll. « Mémoires » (no 10), 1997 (ISBN 978-2-95075-851-4).
- [1998] (ca) Antoni Pladevall, Silvestre II (Gerbert d'Orlhac), Barcelona, Columna, 1998 (ISBN 978-84-8300-514-9).
- [2000] Florence Trystram, Histoire de Gerbert : Le pape de l'an mil, Le Regain Éditeur, 2000 (ISBN 9782913602014).
- [2000] Pierre Riché, Paul Poupard, Michel Rouche Michel et al., Gerbert, moine, évêque et pape : D'un millénaire à l'autre : actes des journées d'étude, Aurillac, 9-10 avril 1999, Aurillac, Association cantalienne pour la commémoration du pape Gerbert, 2000 (ISBN 978-2-85579-020-6).
- [2005] (it) Flavio G. Nuvolone (dir.), Gerberto d'Aurillac - Silvestro II: linee per una sintesi (Atti del convegno internazionale: Bobbio, Auditorium di S. Chiara, 11 settembre 2004), Archivum Bobiense, coll. « Studia » (no V), 2005.
- [2006] (en) Anna Marie Flusche, The Life and Legend of Gerbert of Aurillac : The Organbuilder who Became Pope Sylvester II, Edwin Mellen Press, 2006 (ISBN 978-0-7734-5924-3).
- [2010] (en) Gerd Althoff (trad. de l'allemand par Phyllis G. Jestice), Otto III, The Pennsylvania State University Press, 2010 (ISBN 0-271-02232-9).
- [2012] Alain Schärlig, Un portrait de Gerbert d'Aurillac : Inventeur d'un abaque, utilisateur précoce des chiffres arabes, et pape de l'an mil, Presses polytechniques et universitaires romandes, 2012 (ISBN 978-2-88074-944-6).
- [2018] (en) Phyllis G. Jestice, Imperial Ladies of the Ottonian Dynasty : Women and Rule in Tenth-Century Germany, Palgrave Macmillan, 2018 (ISBN 978-3-319-77305-6).
- [2022] (en) Marek Otisk, Arithmetic in the Thought of Gerbert of Aurillac, Peter Lang, coll. « Philosophy and Cultural Studies Revisited » (no 10), 2022 (ISBN 978-3-631-85816-5).

Généralistes
- [1993] Jean-Marie Mayeur, Charles et Luce Pietri, André Vauchez, Marc Venard (dirs.), Histoire du christianisme, vol. 4 : Évêques, moines et empereurs (610–1054), Desclée, 1993 (ISBN 2-7189-0614-6).

#### Essais et fictions
- [2000] Jean Corre, Un pape auvergnat, Castells, 2000 (ISBN 978-2-912587-42-8).
- [2010] (en) Nancy Marie Brown, The Abacus and the Cross : The Story of the Pope Who Brought the Light of Science to the Dark Ages, New York, Basic Books, 2010 (ISBN 978-0-465-02295-3).